# Bani Al Harith (huyện)
Huyện Bani Al Harith là một huyện thuộc tỉnh Amanat Al Asimah, Yemen. Đến thời điểm năm 2003, huyện này có dân số 184509 người